# Mier y Noriega
Mier y Noriega é um município do estado de Nuevo León, no México. 
Em 2005, o município possuía um total de 7.047 habitantes.